# Gmina miejska Kostolac
Gmina miejska Kostolac (serb. Gradska opština Kostolac / Градска општина Костолац) – gmina miejska w Serbii, w okręgu braniczewskim, w mieście Nisz. W 2011 roku liczyła 13 637 mieszkańców.